# 1 500 mètres féminin aux championnats du monde d'athlétisme 2007
Navigation
Helsinki 2005 Berlin 2009
L'épreuve du 1 500 mètres féminin des championnats du monde d'athlétisme 2007 s'est déroulée du 29 août au 2 septembre 2007 dans le Stade Nagai d'Osaka, au Japon. Elle est remportée par la Bahreïnienne Maryam Yusuf Jamal.

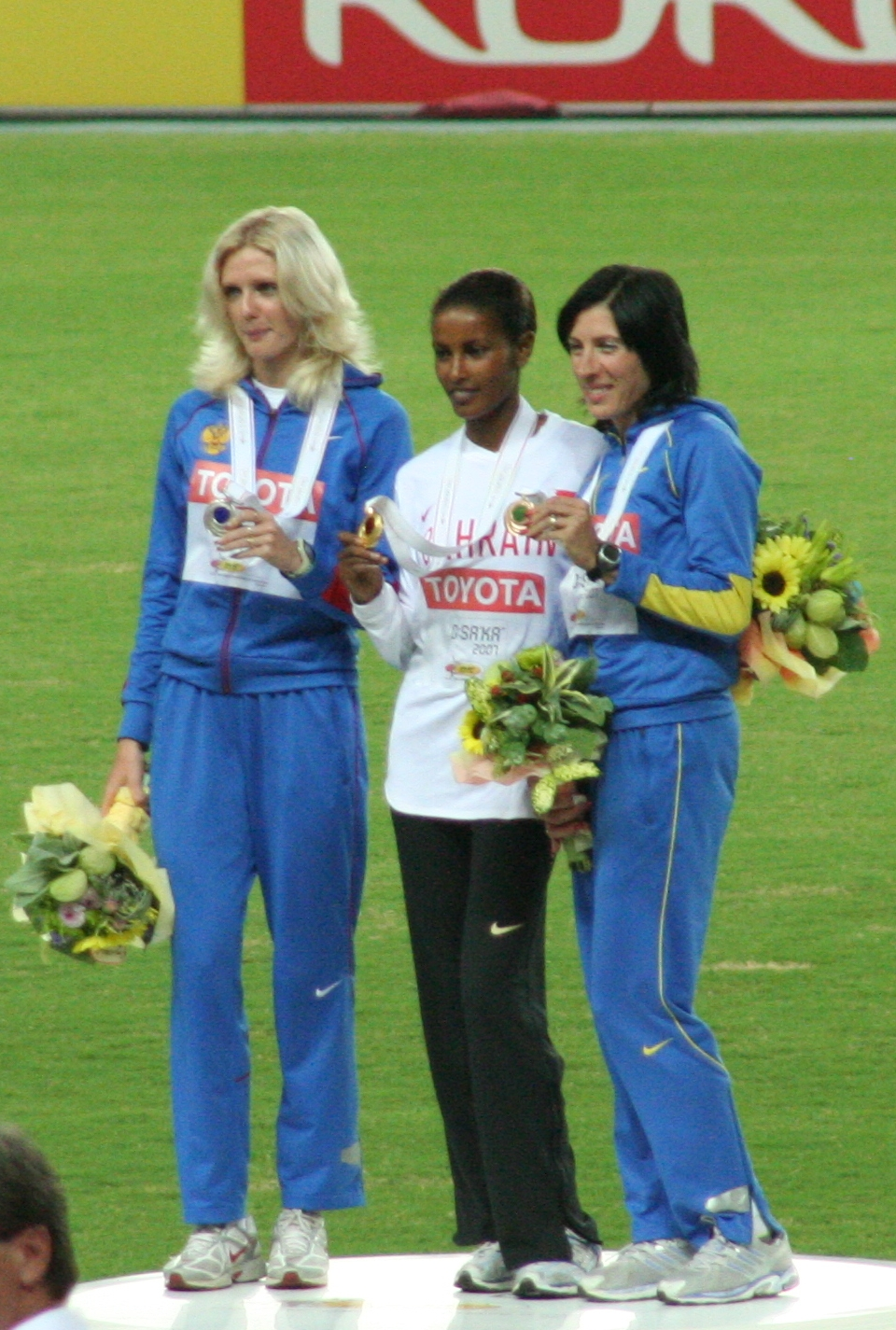
Yelena Soboleva, Maryam Yusuf Jamal et Iryna Lishchynska posent avec leurs médailles.

Yelena Soboleva, deuxième de la finale est disqualifiée en 2008 à la suite d'affaires de dopage.[réf. nécessaire] Iryna Lishchynska, initialement troisième de la course, récupère en conséquence la médaille d'argent et Daniela Yordanova (4e) la médaille de bronze

## Résultats

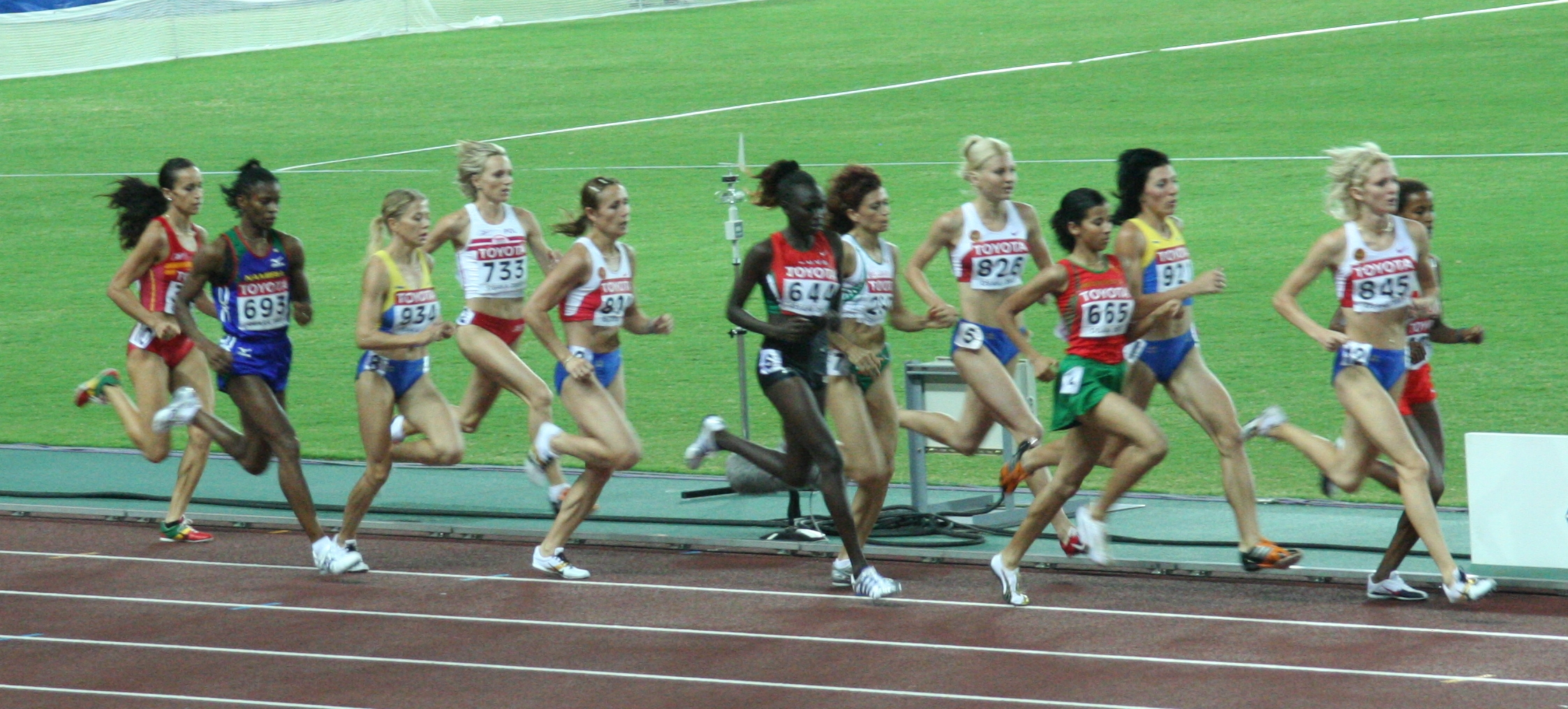
Pendant la finale.

### Finale
| Rang               | Athlète                  | Pays     | Temps         | Notes |
| ------------------ | ------------------------ | -------- | ------------- | ----- |
| Médaille d'or      | Maryam Yusuf Jamal       | Bahreïn  | 3 min 58 s 75 | SB    |
| Médaille d'argent  | Iryna Lishchynska        | Ukraine  | 4 min 00 s 69 | SB    |
| Médaille de bronze | Daniela Yordanova        | Bulgarie | 4 min 00 s 82 | SB    |
| 4                  | Mariem Alaoui Selsouli   | Maroc    | 4 min 01 s 52 | PB    |
| 5                  | Viola Kibiwot            | Kenya    | 4 min 02 s 10 | PB    |
| 6                  | Agnes Samaria            | Namibie  | 4 min 07 s 61 | NR    |
| 7                  | Natalya Panteleyeva (en) | Russie   | 4 min 07 s 82 |       |
| 8                  | Lidia Chojecka           | Pologne  | 4 min 08 s 64 |       |
| 9                  | Nataliya Tobias          | Ukraine  | 4 min 10 s 56 |       |
| 10                 | Iris Fuentes-Pila (en)   | Espagne  | 4 min 14 s 00 |       |
| —                  | Yuliya Fomenko           | Russie   | DQ            |       |
| —                  | Yelena Soboleva          | Russie   | DQ            |       |

## Légende
Records et Performances
- AR : Record continental (area record)
- CR : Record des championnats (championship record)
- MR : Record du meeting (meet record)
- NR : Record national (national record)
- OR : Record olympique (olympic record)
- PR : Record paralympique (paralympic record)
- PB : Record personnel (personal best)
- SB : Meilleure performance personnelle de la saison (season's best)
- WL : Meilleure performance mondiale de l'année (world leader)
- WJR : Record du monde junior (world junior record)
- WR : Record du monde (world record)

Circonstances et Conditions
- DNF : N'a pas terminé (did not finish)
- DNS : N'a pas pris le départ (did not start)
- DQ : Disqualification (disqualification)
- NM : Aucun essai valable enregistré (No Mark)
- Q : Qualifié « directement » au prochain tour (ou à la prochaine compétition), lors d'une compétition majeure, grâce au classement ou à la réalisation des minima (automatic qualifier)
- q : Qualifié au prochain tour (ou à la prochaine compétition), lors d'une compétition majeure, grâce au repêchage ou à la réalisation de l'une des meilleures performances parmi celles des « non qualifiés directement » (grâce au meilleur temps ou à la meilleure distance par exemple) (secondary qualifier)